# 5274 Degewij
5274 Degewij eller 1985 RS är en asteroid i huvudbältet som upptäcktes den 14 september 1985 av den amerikanske astronomen Edward L.G. Bowell vid Anderson Mesa Station. Den är uppkallad efter astronomen Johan Degewij.
Asteroiden har en diameter på ungefär 15 kilometer och den tillhör asteroidgruppen Adeona.